# Upplands runinskrifter 299
Upplands runinskrifter 299 är ett vikingatida runstensfragment i Skånela kyrka, Skånela socken och Sigtuna kommun. Runstensfragmentet är inmurat på utsidan av den norra kyrkoväggen, något väster om kyrkoingången. Det sitter ett par decimeter över markytan och är 0,55 gånger 0,65 meter stort. Det har möjligen funnits runor ristade på ett numera försvunnet stycke av stenen. På det bevarade fragmentet finns emellertid endast ornamentik.